# Джамп'єро Боніперті
Джамп'є́ро Боніпе́рті (італ. Giampiero Boniperti, нар. 4 липня 1928, Баренго — 18 червня 2021) — колишній італійський футболіст, нападник. Після завершення ігрової кар'єри — спортивний функціонер, багаторічний президент футбольного клубу «Ювентус». Згодом — політик, 1994 року обирався депутатом Європарламенту.

## Клубна кар'єра
У дорослому футболі дебютував 1946 року виступами за команду клубу «Ювентус», кольори якої і захищав протягом усієї своєї кар'єри гравця, що тривала цілих шістнадцять років. Більшість часу, проведеного у складі «Ювентуса», був основним гравцем атакувальної ланки команди. У складі «Ювентуса» був одним з головних бомбардирів команди, маючи середню результативність на рівні 0,4 голу за гру першості. За цей час п'ять разів виборював титул чемпіона Італії, ставав володарем Кубка Італії (двічі).
Протягом більш ніж 40 років залишався рекордсменом «Ювентуса» за кількістю матчів і голів у Серії A. У 2000-х обидва його рекорди були побиті Алессандро Дель П'єро.

## Виступи за збірну
1947 року дебютував в офіційних матчах у складі національної збірної Італії. Протягом кар'єри у національній команді, яка тривала 14 років, провів у формі головної команди країни лише 38 матчів, забивши 8 голів.
У складі збірної був учасником чемпіонату світу 1950 року у Бразилії, футбольного турніру на Олімпійських іграх 1952 року у Гельсінкі, чемпіонату світу 1954 року у Швейцарії.

## Подальше життя
1971 року був призначений президентом футбольного клубу «Ювентус», обіймав цю посаду до 1990 року. Протягом цього періоду команда дев'ять разів вигравала національну футбольну першість, ставала переможцем усіх провідних міжнародних футбольних турнірів. Згодом залишив за собою позицію почесного презединта туринського клубу.
Протягом 1994—1999 років представляв Італію у Європейському парламенті як депутат від партії Сільвіо Берлусконі «Вперед, Італія» (італ. Forza Italia).

## Статистика виступів

### Статистика клубних виступів
| Сезон            | Клуб             | Чемпіонат | Чемпіонат | Чемпіонат |
| Сезон            | Клуб             | Ліга      | Ігор      | Голів     |
| ---------------- | ---------------- | --------- | --------- | --------- |
| 1946-47          | «Ювентус»        | A         | 6         | 5         |
| 1947-48          | «Ювентус»        | A         | 40        | 27        |
| 1948-49          | «Ювентус»        | A         | 32        | 15        |
| 1949-50          | «Ювентус»        | A         | 35        | 21        |
| 1950-51          | «Ювентус»        | A         | 38        | 22        |
| 1951-52          | «Ювентус»        | A         | 33        | 19        |
| 1952-53          | «Ювентус»        | A         | 29        | 7         |
| 1953-54          | «Ювентус»        | A         | 30        | 14        |
| 1954-55          | «Ювентус»        | A         | 27        | 9         |
| 1955-56          | «Ювентус»        | A         | 31        | 6         |
| 1956-57          | «Ювентус»        | A         | 24        | 4         |
| 1957-58          | «Ювентус»        | A         | 34        | 8         |
| 1958-59          | «Ювентус»        | A         | 26        | 8         |
| 1959-60          | «Ювентус»        | A         | 31        | 7         |
| 1960-61          | «Ювентус»        | A         | 28        | 6         |
| Усього в Серії A | Усього в Серії A |           | 444       | 178       |

### Статистика виступів за збірну
| Дата       | Місто     | Господарі         | Результат | Гості          | Турнір                   | Голи | Примітки         |
| ---------- | --------- | ----------------- | --------- | -------------- | ------------------------ | ---- | ---------------- |
| 09/11/1947 | Відень    | Австрія           | 5 – 1     | Італія         | товариський матч         | -    |                  |
| 22/05/1949 | Флоренція | Італія            | 3 – 1     | Австрія        | Кубок Центральної Європи | 1    |                  |
| 12/06/1949 | Будапешт  | Угорщина          | 1 – 1     | Італія         | Кубок Центральної Європи | -    |                  |
| 30/11/1949 | Лондон    | Англія            | 2 – 0     | Італія         | товариський матч         | -    |                  |
| 05/03/1950 | Болонья   | Італія            | 3 – 1     | Бельгія        | товариський матч         | -    | замінений на 25' |
| 02/04/1950 | Відень    | Австрія           | 1 – 0     | Італія         | Кубок Центральної Європи | -    |                  |
| 25/06/1950 | Сан-Паулу | Швеція            | 3 – 2     | Італія         | ЧС 1950 - 1-й етап       | -    |                  |
| 08/04/1951 | Лісабон   | Португалія        | 1 – 4     | Італія         | товариський матч         | -    |                  |
| 06/05/1951 | Мілан     | Італія            | 0 – 0     | Югославія      | товариський матч         | -    |                  |
| 03/06/1951 | Генуя     | Італія            | 4 – 1     | Франція        | товариський матч         | -    |                  |
| 11/11/1951 | Флоренція | Італія            | 1 – 1     | Швеція         | товариський матч         | -    |                  |
| 25/11/1951 | Луґано    | Швейцарія         | 1 – 1     | Італія         | Кубок Центральної Європи | 1    |                  |
| 24/02/1952 | Брюссель  | Бельгія           | 2 – 0     | Італія         | товариський матч         | -    |                  |
| 18/05/1952 | Флоренція | Італія            | 1 – 1     | Англія         | товариський матч         | -    |                  |
| 26/10/1952 | Стокгольм | Швеція            | 1 – 1     | Італія         | товариський матч         | -    |                  |
| 28/12/1952 | Палермо   | Італія            | 2 – 0     | Швейцарія      | Кубок Центральної Європи | -    |                  |
| 26/04/1953 | Прага     | Чехословаччина    | 2 – 0     | Італія         | Кубок Центральної Європи | -    |                  |
| 17/05/1953 | Рим       | Італія            | 0 – 3     | Угорщина       | Кубок Центральної Європи | -    | замінений на 45' |
| 13/11/1953 | Каїр      | Єгипет            | 1 – 2     | Італія         | Відбір до ЧС 1954        | -    |                  |
| 13/12/1953 | Генуя     | Італія            | 3 – 0     | Чехословаччина | Кубок Центральної Європи | -    |                  |
| 24/01/1954 | Мілан     | Італія            | 5 – 1     | Єгипет         | Відбір до ЧС 1954        | 2    |                  |
| 11/04/1954 | Париж     | Франція           | 1 – 3     | Італія         | товариський матч         | -    |                  |
| 17/06/1954 | Лозанна   | Швейцарія         | 2 – 1     | Італія         | ЧС 1954 - 1-й етап       | 1    |                  |
| 05/12/1954 | Рим       | Італія            | 2 – 0     | Аргентина      | товариський матч         | -    |                  |
| 16/01/1955 | Барі      | Італія            | 1 – 0     | Бельгія        | товариський матч         | 1    |                  |
| 29/05/1955 | Турин     | Італія            | 0 – 4     | Югославія      | Кубок Центральної Європи | -    |                  |
| 18/12/1955 | Рим       | Італія            | 2 – 1     | ФРН            | товариський матч         | 1    |                  |
| 15/02/1956 | Болонья   | Італія            | 2 – 0     | Франція        | товариський матч         | -    |                  |
| 25/04/1956 | Мілан     | Італія            | 3 – 0     | Бразилія       | товариський матч         | -    |                  |
| 09/12/1956 | Генуя     | Італія            | 2 – 1     | Австрія        | Кубок Центральної Європи | -    |                  |
| 12/05/1957 | Загреб    | Югославія         | 6 – 1     | Італія         | Кубок Центральної Європи | -    |                  |
| 26/05/1957 | Лісабон   | Португалія        | 3 – 0     | Італія         | Відбір до ЧС 1958        | -    |                  |
| 23/03/1958 | Відень    | Австрія           | 3 – 2     | Італія         | Кубок Центральної Європи | -    |                  |
| 09/11/1958 | Париж     | Франція           | 2 – 2     | Італія         | товариський матч         | -    |                  |
| 13/12/1958 | Генуя     | Італія            | 1 – 1     | Чехословаччина | Кубок Центральної Європи | -    |                  |
| 29/11/1959 | Флоренція | Італія            | 1 – 1     | Угорщина       | Кубок Центральної Європи | -    |                  |
| 13/03/1960 | Барселона | Іспанія           | 3 – 1     | Італія         | товариський матч         | -    |                  |
| 10/12/1960 | Неаполь   | Італія            | 1 – 2     | Австрія        | товариський матч         | 1    |                  |
| Усього     |           | Матчів (67 місце) | 38        |                | Голів                    | 8    |                  |

## Титули і досягнення

### Командні
- Чемпіон Італії (5):

«Ювентус»: 1949-50, 1951-52, 1957-58, 1959-60, 1960-61
- Володар Кубка Італії (2):

«Ювентус»: 1958-59, 1959-60

### Особисті
- Найкращий бомбардир Серії A (1):

1947-48 (27)
- Найкращий бомбардир Латинського кубка (1):

1952 (3)